# Стайн, Джош
Джошуа Гарольд Стайн (англ. Joshua Harold Stein; род. 13 сентября 1966, Вашингтон) — американский политик, генеральный прокурор (2017—2025) и губернатор Северной Каролины (с 2025).

## Биография
Родился 13 сентября 1966 года в Вашингтоне. Некоторое время спустя его семья переехала в Шарлотт, Северная Каролина, а затем обосновалась в Чапел-Хилл.
Стайн учился в средней школе Чапел-Хилл и выступал за её футбольную команду. После окончания школы он получил степень бакалавра гуманитарных наук по истории в Дартмутском колледже в 1988 году. Также он получил учёные степени на юридическом факультете Гарвардского университета и в Школе управления имени Джона Ф. Кеннеди.

## Ранняя карьера
В 1990-х годах Стайн был помощником политика Дэна Блу, а после окончания юридической школы работал в Центре поддержки меньшинств Северной Каролины.
В 1998 году Стайн руководил кампанией кандидата в Сенат Джона Эдвардса, а после победы занимал должность заместителя главы администрации Эдвардса с января 1999 по декабрь 2000 года. В 2001 году генеральный прокурор Северной Каролины Рой Купер назначил Стайна своим заместителем по защите прав потребителей.
В 2008 году Стайн был избран в Сенат штата Северная Каролина. Здесь он работал над расширением базы данных штата, запретом киберпреследования и повышением безопасности в школах.

## Генеральный прокурор Северной Каролины
Во время работы на посту генерального прокурора штата Стайн подал записку в Верховный суд США, в которой отстаивал Закон о доступном медицинском обслуживании. В 2019 году он стал первым генеральным прокурором в стране, который подал в суд на производителя электронных сигарет Juul за незаконный маркетинг для несовершеннолетних.
Стайн выступал в поддержку медикаментозных абортов и против ограничений на поездки женщин для получения медицинской помощи. Он выступил против запрета на аборты сроком на 12 недель, введённого в штате в 2023 году.

## Губернаторская кампания
18 января 2023 года Стайн объявил о своём выдвижении на пост губернатора Северной Каролины на выборах 2024 года. Он получил поддержку от действующего губернатора Роя Купера, а также от сотен других должностных лиц и организаций штата.
5 ноября 2024 года Стайн стал избранным губернатором Северной Каролины. Он официально вступил в должность 1 января 2025 года.

## Личная жизнь
Стайн женат на Анне Харрис, у пары есть трое детей.
Стайн — еврей. Он и его семья являются членами синагоги Темпл Бет.